# Fussball Club Südtirol 2008-2009
Questa pagina raccoglie le informazioni riguardanti il Fussball Club Südtirol nelle competizioni ufficiali della stagione 2008-2009.

## Stagione
Nella stagione 2008-2009 il Südtirol ha disputato il girone A del campionato di Lega Pro di Seconda Divisione, piazzandosi alla quattordicesima posizione in classifica con 36 punti, dunque per ottenere la salvezza ha dovuto disputare e vincere il playout contro la Valenzana. Il torneo è stato vinto con 61 punti dal Varese che ha ottenuto la promozione diretta in Prima Divisione, la seconda promossa è stata il Como che ha vinto i playoff.

## Divise e sponsor
Le divise Mass non cambiano rispetto all'anno precedente e vengono confermati in blocco gli sponsor Duka, Südtirol ("marchio ombrello" territoriale), Würth e Birra Forst.
| Casa |

## Rosa
| N. |                   | Ruolo | Calciatore           |
| -- | ----------------- | ----- | -------------------- |
|    | Italia (bandiera) | A     | Christian Araboni    |
|    | Italia (bandiera) | C     | Michael Bacher       |
|    | Italia (bandiera) | D     | Mauro Belotti        |
|    | Italia (bandiera) | D     | Andrea Briglia       |
|    | Italia (bandiera) | D     | Hans Rudi Brugger    |
|    | Italia (bandiera) | C     | Francesco Campo      |
|    | Italia (bandiera) | C     | Massimiliano Dalpiaz |
|    | Italia (bandiera) | A     | Nico De Lucia        |
|    | Italia (bandiera) | C     | Lorenzo Di Loreto    |
|    | Italia (bandiera) | A     | Matteo Di Piazza     |
|    | Italia (bandiera) | P     | Eros Favaretto       |
|    | Italia (bandiera) | A     | Athos Ferretti       |
|    | Italia (bandiera) | C     | Hannes Fink          |
|    | Italia (bandiera) | C     | Hannes Fischnaller   |
|    | Italia (bandiera) | A     | Manuel Fischnaller   |

| N. |                   | Ruolo | Calciatore           |
| -- | ----------------- | ----- | -------------------- |
|    | Italia (bandiera) | C     | Andrea Ghidini       |
|    | Italia (bandiera) | D     | Hannes Kiem          |
|    | Italia (bandiera) | C     | Luca Lomi            |
|    | Italia (bandiera) | A     | Denis Mair           |
|    | Italia (bandiera) | C     | Dino Marino          |
|    | Italia (bandiera) | C     | Fabian Mayr          |
|    | Italia (bandiera) | A     | Daniel Pfitscher     |
|    | Italia (bandiera) | D     | Simon Rossi          |
|    | Italia (bandiera) | C     | Manuel Scavone       |
|    | Italia (bandiera) | D     | Giovanni Serao       |
|    | Italia (bandiera) | A     | Alessandro Simonetta |
|    | Italia (bandiera) | A     | Daniele Speziale     |
|    | Italia (bandiera) | P     | Matteo Trini         |
|    | Italia (bandiera) | D     | Thomas Veronese      |
|    | Italia (bandiera) | D     | Filippo Vianello     |

## Risultati

### Campionato

#### Girone di andata
| 31 agosto 2008 1ª giornata | Valenzana | 1 – 1 | Südtirol |  |

| 7 settembre 2008 2ª giornata | Südtirol | 0 – 1 | Carpenedolo |  |

| 14 settembre 2008 3ª giornata | Olbia | 2 – 3 | Südtirol |  |

| 21 settembre 2008 4ª giornata | Südtirol | 0 – 1 | Itala San Marco |  |

| 28 settembre 2008 5ª giornata | Südtirol | 2 – 3 | Pavia |  |

| 5 ottobre 2008 6ª giornata | Pro Vercelli | 1 – 0 | Südtirol |  |

| 12 ottobre 2008 7ª giornata | Südtirol | 1 – 0 | Sambonifacese |  |

| 19 ottobre 2008 8ª giornata | Ivrea | 0 – 0 | Südtirol |  |

| 26 ottobre 2008 9ª giornata | Südtirol | 1 – 2 | Rodengo Saiano |  |

| 2 novembre 2008 10ª giornata | Alessandria | 1 – 1 | Südtirol |  |

| 9 novembre 2008 11ª giornata | Südtirol | 2 – 2 | Pizzighettone |  |

| 16 novembre 2008 12ª giornata | Montichiari | 3 – 0 | Südtirol |  |

| 23 novembre 2008 13ª giornata | Südtirol | 0 – 0 | Mezzocorona |  |

| 30 novembre 2008 14ª giornata | Canavese | 0 – 1 | Südtirol |  |

| 7 dicembre 2008 15ª giornata | Südtirol | 2 – 2 | Como |  |

| 14 dicembre 2008 16ª giornata | Varese | 2 – 0 | Südtirol |  |

| 21 dicembre 2008 17ª giornata | Südtirol | 0 – 0 | Alghero |  |

#### Girone di ritorno
| 11 gennaio 2009 18ª giornata | Südtirol | 1 – 1 | Valenzana |  |

| 18 gennaio 2009 19ª giornata | Carpenedolo | 2 – 0 | Südtirol |  |

| 25 gennaio 2009 20ª giornata | Südtirol | 1 – 0 | Olbia |  |

| 1º febbraio 2009 21ª giornata | Itala San Marco | 2 – 2 | Südtirol |  |

| 15 febbraio 2009 22ª giornata | Pavia | 2 – 1 | Südtirol |  |

| 22 febbraio 2009 23ª giornata | Südtirol | 1 – 1 | Pro Vercelli |  |

| 1º marzo 2009 24ª giornata | Sambonifacese | 1 – 0 | Südtirol |  |

| 8 marzo 2009 25ª giornata | Südtirol | 2 – 0 | Ivrea |  |

| 15 marzo 2009 26ª giornata | Rodengo Saiano | 1 – 0 | Südtirol |  |

| 29 marzo 2009 27ª giornata | Südtirol | 1 – 0 | Alessandria |  |

| 5 aprile 2009 28ª giornata | Pizzighettone | 1 – 1 | Südtirol |  |

| 11 aprile 2009 29ª giornata | Südtirol | 0 – 1 | Montichiari |  |

| 19 aprile 2009 30ª giornata | Mezzocorona | 0 – 1 | Südtirol |  |

| 26 aprile 2009 31ª giornata | Südtirol | 2 – 1 | Canavese |  |

| 3 maggio 2009 32ª giornata | Como | 3 – 2 | Südtirol |  |

| 10 maggio 2009 33ª giornata | Südtirol | 1 – 1 | Varese |  |

| 17 maggio 2009 34ª giornata | Alghero | 2 – 1 | Südtirol |  |